# Општина Барбатешти (Горж)
Барбатешти (рум. Bărbăteşti) општина је у Румунији у округу Горж.
Oпштина се налази на надморској висини од 185 m.